# إرفين ألبرت
إرفين ألبرت (بالألمانية: Erwin Albert) (27 مارس 1954 بألمانيا - ) هو لاعب كرة قدم ألماني في مركز الهجوم. لعب مع نادي هرتا برلين وهاسفورت 1 ‏ و1. شفاينفورت 05 ‏ وبيفيرين.

## وصلات خارجية
- إرفين ألبرت على موقع قاعدة بيانات كرة القدم.إي يو (الإنجليزية)
- إرفين ألبرت على موقع بيانات كرة القدم. دي إي (الألمانية)
- إرفين ألبرت على موقع عالم كرة القدم.نت (الإنجليزية)